# Jynx (mythologie)
Pour les articles homonymes, voir Jynx.
Jynx (en grec ancien : Ἴυγξ / Íynx, « torcol ») est un personnage assez confidentiel de la mythologie grecque. Son mythe repose sur des sources tardives et contradictoires, qui toutes se rejoignent sur le point de la métamorphose.

## Mythe

Date d'édition : 1515
Contributeur : Bonini, Frosino. Éditeur scientifique
Contributeur : Mousoúros, Márkos (1470?-1517). Éditeur scientifique
Contributeur : Pandolfini, Filippo di Alessandro. Éditeur scientifique
Type : monographie imprimée
Langue : Multilingue Format : Sign. a-[k] [150 p.] ; in-8
Format : application/pdf
Droits : domaine public
Identifiant : ark:/12148/bpt6k72544w Source : Bibliothèque nationale de France, Rés. Yb-1075
Relation : http://catalogue.bnf.fr/ark:/12148/cb37300107j Provenance : bnf.fr
Date de mise en ligne : 15/10/2007

La Souda, qui livre le plus d'informations, en fait une nymphe, fille d'Écho ou de Péitho (la Persuasion). Elle aurait voulu séduire Zeus par ses drogues mais aurait été changée en pierre par Héra ; elle fut surnommée κιναίδιον / kinaídion (« petite perverse ») pour cela. Cette métamorphose en pierre est néanmoins minoritaire, et elle est traditionnellement associée au torcol (Jynx torquilla), un oiseau réputé chez les Grecs pour inspirer l'amour.
Antoninus Liberalis donne une tout autre version du personnage : fille de Piéros (et donc mortelle), elle aurait avec ses sœurs voulu défier les Muses dans une compétition musicale, ce qui explique sa métamorphose en torcol.

## Magie amoureuse
Théocrite, dans sa deuxième idylle, met en scène une femme, Simaitha qui essaie de retrouver l'amour de son amant en invoquant, entre autres, mais de façon répétée, Jynx (traduit le plus souvent par torcol, mais aussi par Bergeronnette ou Oiseau sacré) comme une figure divine capable d'agir magiquement sur un amant qui la délaisse. L'oiseau est ici invoqué selon un principe de magie sympathique, décrit par Frazer, ethnologue anglais : Simaitha essaie de faire revenir son amant à elle, donc de lui faire regarder en arrière, vers elle, et le torcol est l'oiseau qui symbolise cette opération dans son nom même.